# Torvald Karlbom
Oskar Torvald Karlbom, född 27 september 1901 i Tidaholms församling, Skaraborgs län, död 16 april 1980 i Österåkers församling, Stockholms län, facklig utbildningsman.
Torvald Karlbom var tändstickarbetare i Tidaholm då han började engagera sig i nykterhetsarbetet och politiken och genomgick 1927–1928 Brunnsviks folkhögskola. 1929 genomgick han LO:s skola i Brunnsvik och var 1930–1937 sekreterare i Svenska grov- och fabriksarbetareförbundet.
Karlbom var studierektor vid LO-skolorna 1937–1962 och ordförande för Arbetarnas bildningsförbund 1948–1962.
Karlbom står som författare till ett antal böcker, främst om fackföreningsrörelsen och dess historia.
Han var också ledamot i olika styrelser, däribland Radionämnden (från 1941), Sveriges Radio (från 1947)  och Statens samhällsvetenskapliga forskningsråd (från 1947).
Torvald Karlbom är gravsatt i minneslunden på Österåkers kyrkogård.

## Källhänvisningar
1. ↑  Vem är det : svensk biografisk handbok, Norstedts förlag, 1977, ISBN 978-91-1-766022-2, läs onlineläs online.[källa från Wikidata]
2. ↑  Vem är det : svensk biografisk handbok 1985, Norstedts förlag, 1985, ISBN 978-91-1-843222-4, läs onlineläs online.[källa från Wikidata]
3. ↑  läs online, Projekt Runeberg .[källa från Wikidata]
4. ↑   Västgötar i Stockholm. Malmö: Skånetryckeriet. 1943. Libris 1456758. https://runeberg.org/vgistock/0287.html
5. ↑  Sveriges Dödbok SDB 1830-2020, USB, Version 8, Sveriges Släktforskarförbund (2020)
6. ↑  ”Döda 1980-1984”. Vem är det: svensk biografisk handbok 1985. Stockholm: Norstedt. 1984. Libris 3681527. ISBN 91-1-843222-0. https://runeberg.org/vemardet/1985/1259.html
7. ↑  Karlbom, Torvald i Svensk uppslagsbok
8. ↑   Vem är det: svensk biografisk handbok 1977. Stockholm: Norstedt. 1976. Libris 3681523. ISBN 91-1-766022-X. https://runeberg.org/vemardet/1977/0545.html
9. ↑  ”Radiotjänst”. Sveriges statskalender. 1942. Libris 8261599. https://runeberg.org/statskal/1942bih/0271.html
10. ↑  ”Radiotjänst”. Sveriges statskalender. 1950. Libris 8261599. https://runeberg.org/statskal/1950bih/0327.html
11. ↑  ”Statens samhällsvetenskapliga forskningsråd”. Sveriges statskalender. 1950. Libris 8261599. https://runeberg.org/statskal/1950/0824.html
12. ↑  ”Karlbom, Oskar Torvald”. SvenskaGravar.se. https://www.svenskagravar.se/search?ShowFilters=False&Query=Torvald+Karlbom&ParishId=&GraveNumber=&BirthDate=&DeathDate=&BurialDate=&OrderByDesc=False&OrderBy=. Läst 27 februari 2023.